# Paul Ailloud
Paul Pierre Lucien Ailloud (* 24. Juli 1930 in Sainte-Foy-lès-Lyon; † 22. Juli 1975 ebenda) war ein französischer Badmintonspieler. Noëlle Ailloud war seine Schwester.

## Sportliche Karriere
Paul Ailloud gewann 1951 den Herreneinzeltitel bei den französischen Meisterschaften im Badminton. In den darauffolgenden beiden Jahren siegte er im Herrendoppel mit Henri Pellizza. 1960 war er noch einmal im Doppel mit Michel Le Renard erfolgreich.

## Erfolge im Badminton
| Saison    | Veranstaltung              | Disziplin    | Platz | Name                            |
| --------- | -------------------------- | ------------ | ----- | ------------------------------- |
| 1950/1951 | Französische Meisterschaft | Herreneinzel | 1     | Paul Ailloud                    |
| 1951/1952 | Französische Meisterschaft | Herrendoppel | 1     | Henri Pellizza / Paul Ailloud   |
| 1952/1953 | Französische Meisterschaft | Herrendoppel | 1     | Henri Pellizza / Paul Ailloud   |
| 1953      | Lausanne International     | Herreneinzel | 1     | Paul Ailloud                    |
| 1953      | Lausanne International     | Herrendoppel | 1     | Paul Ailloud / Bernard Minet    |
| 1953      | Lausanne International     | Mixed        | 1     | Paul Ailloud / Moussy           |
| 1959/1960 | Französische Meisterschaft | Herrendoppel | 1     | Michel Le Renard / Paul Ailloud |